# トニーポッター
Tony Potter（トニーポッター、1977年9月23日 - ）は、岡山県生まれの日本のベーシスト、ソングライター、編曲家、音楽プロデューサー。血液型はB型。身長は176cm。

## 概要
近年ではCM、アニメ、Vtuber楽曲、ゲーム音楽等の作編曲を主に手掛けている。2010年代はヨーロッパ、北欧を中心にエレクトロ・ファンク・バンド『Tony Potter and the Friends』にてボーカル、ベースを担当。またテリー・ウエストン主催のプロデュース集団「UPW（uncommon pocket wear）」にも参加していた。(現在は脱退)日本で特定非営利活動法人ほっとけない世界のまずしさが主導したホワイトバンドプロジェクト等の飢餓救援活動や、様々な災害援助活動にも参加している国際的な慈善活動家でもある。

## 音楽的影響
1994年に出演したエフエム愛知のラジオ番組内にて「中期のビートルズにはかなり大きな音楽的影響を受けている」と話している。またビートルズの他にも、影響を受けたアーティストにプリンス (ミュージシャン)、ポール・マッカートニー、ジミ・ヘンドリックス、キング・クリムゾン、ドノヴァン、イエロー・マジック・オーケストラを挙げている。（英国FP「サウンドゲート」2001年3月より）

## プロデュース活動
2006年頃までは国内アーティストやロックバンドのプロデュースや楽曲提供がほとんどだったが、レーベルの海外展開を切っ掛けに2006年以降はヨーロッパや北欧のロックバンド、エレクトロニカ・アーティストのプロデュースや楽曲提供も数多く手掛けるようになる。2010年以降はアジア圏でのアーティストとの共同制作（プロデュースではない）や次世代アーティストの育成にも積極的に参加している。

## 演奏スタイル
ベース演奏は指弾きが基本でピック奏法を用いるケースは殆どなく、ハイテンポの曲は3本の指を使うスリーフィンガー・ピッキング（通常のフィンガー・ピッキングは人差し指と中指のみを使用）で対応している。ファンク的なスラップ奏法を交えたプレイも得意としている。

## Tony Potter and the Friendsでの活動
ヨーロッパ、北欧ツアーなど通常のライブの他に、チベットの高原やイタリアの水族館でライブを行うなど特殊なライブ経歴を持つグループ。その特殊性はレコーディングにも顕著に現れており、2010年発表の『melancholic candy Poppin' shower』は「インプロヴィゼーションによる演奏をアイスランドでフィールド・レコーディングしたもの（「CDジャーナル」2010年12月より）」。音楽ジャンルもエレクトロ・ファンクからエレクトロニカやアンビエントへと作品毎に変化している。グループとして、バーミンガム・エレクトロニック音楽祭ノミネート、ノルウェーミュージックアワード特別賞受賞の経歴を持つ。

## Tony Potter and the Friendsでの音楽作品
- 『Tony Potter and the Friends』2003年6月9日
- 『sunny mood』2003年12月12日
- 『BOUNCEBACK (アルバム)』2004年7月28日
- 『Uncommon Thoughts on Common Things』2004年11月22日
- 『how little we need to be happy』2005年12月22日
- 『handy music』2007年10月20日
- 『Resonance apart』2010年4月21日
- 『melancholic candy Poppin' shower』2010年10月10日

## 人物
プロ意識が極端に強く、肺炎をこじらせながらのライブや、高熱でのテレビ収録でも、仕事がはじまると周囲に一切それを感じさせない為、スタッフが全く気付かないこともあると言う（スペースシャワーTVの収録の際は40℃以上の高熱で原宿を闊歩した）。
洋画好きで、ウェス・アンダーソン監督の『ザ・ロイヤル・テネンバウムズ』、『ライフ・アクアティック』や、ソフィア・コッポラ監督の『ヴァージン・スーサイズ』等をフェイバリットに挙げている（所属プロダクション公式プレスリリースより）。
本人は「エンジニアではない」と公言しているが、レコーディング機材にも造詣が深く、東京、愛知、京都にプライベート・スタジオを持っている。一時期は関わったプロジェクトのマスタリングまで自ら行うこともあった。「熱さがいい」という理由からヴィンテージのアナログ・アウトボード類を好んで使用している。お気に入りの録音機材にNeve 1073、UREI 1176、GATES STA-LEVELを挙げている（関西地方音楽紙「音! 〜ON〜」2007年2月掲載のインタヴューより）。マスタリングを担当した例としては『redballoon』、『ラブ王国』などがある。
大の猫好きで、CDのブックレット、インタビュー記事、プロモーション広告にも、チョッパーという飼い猫を抱いた姿が度々掲載されている（TOWER RECORDS FP「 bounce」2006年7月でも確認できる）。現在、猫はチョッパーの他にホイップ、ワッフル、コルネの３匹が増え、公式ブログでも『チョッパー4』として頻繁に登場している。
1999年〜2000年の海外ツアーでグッズのイラストを担当して以来、関連会社のマスコットキャラクターを担当するなどイラストレーターとしても認知されている。近年では彼のイラストを使ったオリジナル・ステイショナリーも発売されている。
2003年頃までプロデューサーとして参加してきた日本のインディーズバンド『ラブ王国』に現在はギタリストとしても参加している。同バンドは売上累計4万枚を越える成功をおさめるものの、2011年に無期限活動休止を発表している。
頼まれると断れない性格で、知り合いの映像制作会社スタッフに頼まれ、無給のエキストラとして映画、ドラマ、大河ドラマにも数多く出演しているが、本人も「どれが自分か確認できない」様なものがほとんどだと言う。（出演作品については公式発表されていない）
アナログ・レコードが好きで、ビートルズの初回プレス盤LP（UK盤及びUSA盤）をコンプリートして所持している（2004年のケンブリッジでのトークイベントにて）。
海外での仕事が多いが食事が合わないことが多く、出国の際に空港の免税エリアで必ずおにぎりやサンドウィッチを購入して行く。また、外国に到着後も真っ先にマクドナルド、日系のファミレスの有無、知っているコンビニの有無を確認している。特にマクドナルドの存在には海外で何度も救われた（2004年のケンブリッジでのトークイベントにて）。
タクラマカン砂漠での遭難、ベトナムでのパスポートの盗難、アメリカでの渋滞中のスピード違反の話など、海外でのおもしろエピソードをたくさん持っている（2004年のエクスプロージョンワークスFP「ケースマガジン」のインタビュー等で話している）。